# Oxálsav-anhidrid
Az oxálsav-anhidrid vagy oxirán-dion egy feltételezett heterogyűrűs vegyület, megfigyelni még nem sikerült. Dimerjét, a dioxán-tetraketont viszont már sikerült előállítani.
A szén egyik oxidja. Tekinthető az oxálsav anhidridjének, de az etilén-oxid kétszeres ketonjának is, valamint a glioxilsav laktonjának is.

## Kapcsolódó lapok
- 1,2-dioxetán-dion
- Acetolakton